# 伊藤博康
伊藤 博康（いとう ひろやす、1969年9月13日 - ）は、福島県相馬市出身の元プロ野球選手（外野手）。

## 来歴・人物
学法石川高時代は、2年夏、3年春の選抜と甲子園に出場。チームメイトに諸積兼司と作山和英がいた。
高校卒業後は、作山とともに東北福祉大学に進学。4年次は主将を務めて春に最多打点、最多本塁打、全日本大学野球選手権で初優勝する。秋はベストナイン。この年は日米大学野球でMVP。
1991年のプロ野球ドラフト会議で読売ジャイアンツから4位指名を受け入団。
ルーキーイヤーの1992年、緒方耕一、川相昌弘、ロイド・モスビー、原辰徳が故障によりスタメンから外れるという緊急事態に急遽一軍昇格で即1番ライトでスタメンに抜擢されると、5打席で二塁打2本2四球という鮮烈デビューを飾る。ジュニア日本選手権ではサヨナラ打を放ち、優秀選手となる。しかし、その後は続かず1995年10月に巨人を自由契約となり、福岡ダイエーホークスにテスト入団で移籍。しかし、ダイエーでは一軍出場のないまま、1997年シーズン終了後に現役を引退。
引退後は、母校のある福島県石川町にて整体師として働いていた。
2015年12月1日、東日本国際大昌平高硬式野球部の新監督に就任した。

2023年夏の大会をもって退任。

## 詳細情報

### 年度別打撃成績
| 年 度     | 球 団     | 試 合 | 打 席 | 打 数 | 得 点 | 安 打 | 二 塁 打 | 三 塁 打 | 本 塁 打 | 塁 打 | 打 点 | 盗 塁 | 盗 塁 死 | 犠 打 | 犠 飛 | 四 球 | 敬 遠 | 死 球 | 三 振 | 併 殺 打 | 打 率 | 出 塁 率 | 長 打 率 | O P S |
| --------- | --------- | ----- | ----- | ----- | ----- | ----- | -------- | -------- | -------- | ----- | ----- | ----- | -------- | ----- | ----- | ----- | ----- | ----- | ----- | -------- | ----- | -------- | -------- | ----- |
| 1992      | 巨人      | 9     | 22    | 19    | 2     | 4     | 2        | 0        | 0        | 6     | 0     | 0     | 0        | 0     | 0     | 3     | 0     | 0     | 5     | 0        | .211  | .318     | .316     | .634  |
| 通算：1年 | 通算：1年 | 9     | 22    | 19    | 2     | 4     | 2        | 0        | 0        | 6     | 0     | 0     | 0        | 0     | 0     | 3     | 0     | 0     | 5     | 0        | .211  | .318     | .316     | .634  |

### 年度別守備成績
| 年 度 | 外野  | 外野  | 外野  | 外野  | 外野  | 外野     |
| 年 度 | 試 合 | 刺 殺 | 補 殺 | 失 策 | 併 殺 | 守 備 率 |
| ----- | ----- | ----- | ----- | ----- | ----- | -------- |
| 1992  | 6     | 9     | 0     | 0     | 0     | 1.000    |

### 記録
- 初出場・初先発出場：1992年5月3日、ヤクルトスワローズ戦（東京ドーム）、1番・右翼手で先発出場
- 初安打：同上、伊東昭光から

### 背番号
- 43（1992年 - 1995年）
- 63（1996年 - 1997年）